# Saint-Poncy
Saint-Poncy est une commune française située dans le département du Cantal, en région Auvergne-Rhône-Alpes.
Ses habitants sont appelés les Saint-Ponciens.
Festival des arts de la marionnette
Depuis 2024 Saint-Poncy accueille chaque été le festival  des Arts de la Marionnette. Créé par la Compagnie Les Faubourgs Bleus cet évènement intergénérationnel, interculturel, accessible à tous car gratuit est le rendez-vous d'une trentaine d'artistes venus de la région et d'ailleurs lointains présentant des spectacles inventifs, poétiques, drôles, émouvants, parfois disruptifs, reflétant la diversité de la création contemporaine.De nombreux ateliers et animations sont dédiés aux enfants.L'ambition du festival est de faire de Saint-Poncy un lieu reconnu du spectacle vivant .

## Géographie
Le village est situé dans la vallée de l'Alagnonnette, dans le nord du massif de la Margeride.
Outre le bourg, la commune regroupe 22 hameaux :
| - Alleret - Arches - Avenaud - la Baraque - le Boucharat - Chausse | - Cheylade - Combes - la Chau - Lair - Laveissière - Lignerolles | - Luc - la Monte - le Monteil - Le Poux - Ribes - Rochefort | - Rousseyre - Sal Bas - Sal Haut - Sargues |

### Communes limitrophes
| Bonnac              | Massiac     |                     |
| Saint-Mary-le-Plain | Saint-Poncy | La Chapelle-Laurent |
| Vieillespesse       | Lastic      | Celoux              |

### Climat
Pour des articles plus généraux, voir Climat d'Auvergne-Rhône-Alpes et Climat du Cantal.
En 2010, le climat de la commune est de type climat des marges montargnardes, selon une étude du CNRS s'appuyant sur une série de données couvrant la période 1971-2000. En 2020, Météo-France publie une typologie des climats de la France métropolitaine dans laquelle la commune est exposée à un climat de montagne ou de marges de montagne et est dans la région climatique  Nord-est du Massif Central, caractérisée par une pluviométrie annuelle de 800 à 1 200 mm, bien répartie dans l’année. 
Pour la période 1971-2000, la température annuelle moyenne est de 8,5 °C, avec une amplitude thermique annuelle de 15,5 °C. Le cumul annuel moyen de précipitations est de 735 mm, avec 9,4 jours de précipitations en janvier et 6,3 jours en juillet. Pour la période 1991-2020, la température moyenne annuelle observée sur la station météorologique installée sur la commune est de 9,4 °C et le cumul annuel moyen de précipitations est de 741,8 mm,. Pour l'avenir, les paramètres climatiques de la commune estimés pour 2050 selon différents scénarios d'émission de gaz à effet de serre sont consultables sur un site dédié publié par Météo-France en novembre 2022.
| Mois                                  | jan.           | fév.           | mars           | avril         | mai           | juin          | jui.         | août          | sep.          | oct.          | nov.           | déc.           | année      |
| ------------------------------------- | -------------- | -------------- | -------------- | ------------- | ------------- | ------------- | ------------ | ------------- | ------------- | ------------- | -------------- | -------------- | ---------- |
| Température minimale moyenne (°C)     | −2,2           | −2,7           | −0,6           | 1,9           | 5,1           | 8,6           | 10           | 9,7           | 6,7           | 4,7           | 1,4            | −1,4           | 3,4        |
| Température moyenne (°C)              | 1,9            | 2,1            | 5,2            | 8,4           | 11,6          | 15,5          | 17,8         | 17,5          | 13,7          | 10,2          | 5,8            | 2,9            | 9,4        |
| Température maximale moyenne (°C)     | 5,9            | 6,9            | 10,9           | 14,8          | 18            | 22,3          | 25,5         | 25,4          | 20,7          | 15,8          | 10,2           | 7,2            | 15,3       |
| Record de froid (°C) date du record   | −14,2 08.01.09 | −21,2 05.02.12 | −10,5 06.03.10 | −9,4 08.04.21 | −3,8 07.05.19 | 0,1 14.06.08  | 1,7 01.07.11 | 1,3 29.08.10  | −2,1 19.09.10 | −8,8 29.10.12 | −12,1 28.11.13 | −16,7 26.12.10 | −21,2 2012 |
| Record de chaleur (°C) date du record | 21,1 01.01.22  | 24 26.02.19    | 23,1 15.03.12  | 26,3 21.04.18 | 32,7 22.05.22 | 37,9 27.06.19 | 38 31.07.20  | 38,1 23.08.23 | 34,9 04.09.23 | 30,1 09.10.23 | 22,9 08.11.15  | 19,5 31.12.21  | 38,1 2023  |
| Précipitations (mm)                   | 41,8           | 38,5           | 42,8           | 73,1          | 90,3          | 76,5          | 64,4         | 65,8          | 53            | 67            | 73,6           | 55             | 741,8      |

## Urbanisme

### Typologie
Au 1er janvier 2024, Saint-Poncy est catégorisée commune rurale à habitat très dispersé, selon la nouvelle grille communale de densité à 7 niveaux définie par l'Insee en 2022.
Elle est située hors unité urbaine et hors attraction des villes,.

### Occupation des sols
L'occupation des sols de la commune, telle qu'elle ressort de la base de données européenne d’occupation biophysique des sols Corine Land Cover (CLC), est marquée par l'importance des territoires agricoles (65,2 % en 2018), une proportion sensiblement équivalente à celle de 1990 (66 %). La répartition détaillée en 2018 est la suivante : 
prairies (53,7 %), forêts (27,9 %), zones agricoles hétérogènes (11,5 %), milieux à végétation arbustive et/ou herbacée (6,9 %). L'évolution de l’occupation des sols de la commune et de ses infrastructures peut être observée sur les différentes représentations cartographiques du territoire : la carte de Cassini (XVIIIe siècle), la carte d'état-major (1820-1866) et les cartes ou photos aériennes de l'IGN pour la période actuelle (1950 à aujourd'hui).

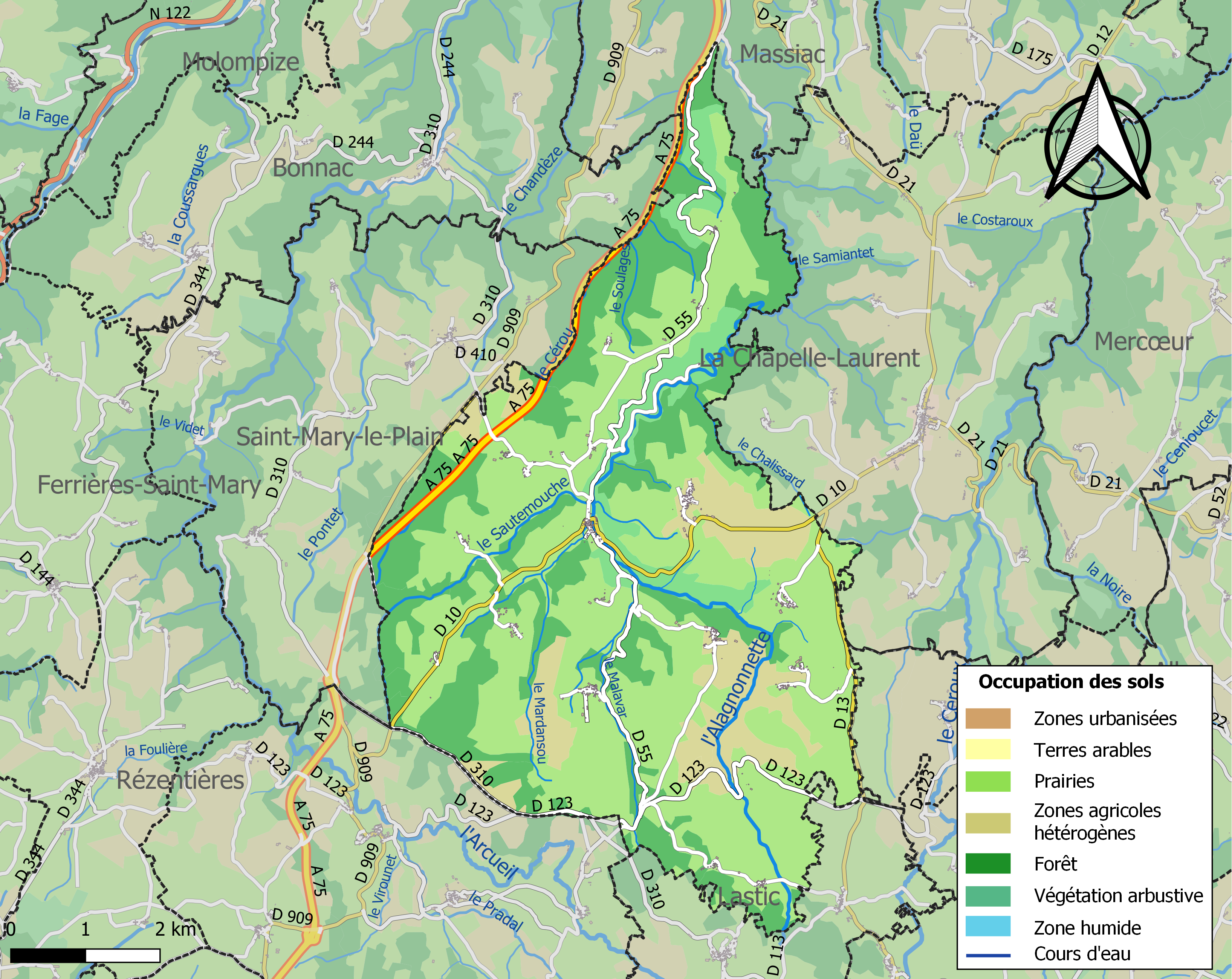
Carte des infrastructures et de l'occupation des sols de la commune en 2018 (CLC).

### Habitat et logement
En 2018, le nombre total de logements dans la commune était de 247, alors qu'il était de 245 en 2013 et de 227 en 2008.
Parmi ces logements, 65,6 % étaient des résidences principales, 19,3 % des résidences secondaires et 15,2 % des logements vacants. Ces logements étaient pour 98,4 % d'entre eux des maisons individuelles et pour 1,6 % des appartements.
Le tableau ci-dessous présente la typologie des logements à Saint-Poncy en 2018 en comparaison avec celle du Cantal et de la France entière. Une caractéristique marquante du parc de logements est ainsi une proportion de résidences secondaires et logements occasionnels (19,3 %) inférieure à celle du département (20,4 %) mais supérieure à celle de la France entière (9,7 %). Concernant le statut d'occupation de ces logements, 81,2 % des habitants de la commune sont propriétaires de leur logement (81,8 % en 2013), contre 70,4 % pour le Cantal et 57,5 pour la France entière.
| Typologie                                               | Saint-Poncy | Cantal | France entière |
| ------------------------------------------------------- | ----------- | ------ | -------------- |
| Résidences principales (en %)                           | 65,6        | 67,7   | 82,1           |
| Résidences secondaires et logements occasionnels (en %) | 19,3        | 20,4   | 9,7            |
| Logements vacants (en %)                                | 15,2        | 11,9   | 8,2            |

## Histoire
Saint-Poncy se nommait jadis Saint-Pons (et aussi Saint-Pontin). Sa justice se partageait entre le prieur de Rochefort de Saint-Poncy, le seigneur de Nubières et le comte de Lastic.

Blasonnement des Molen de la Vernède.

Blasonnement des Rochefort d'Ally.

Il a existé une famille de Saint-Poncy. On croit que Pons, évêque d'Auvergne en 1180, appartenait à cette famille. N. Léonard du Noyer fut baron de Saint-Poncy en 1620 et Michel de la Salle en 1640. Cette baronnie passa en 1689 dans la famille de Molen de la Vernède. Cette maison possédait les terres de Serre et d'Auriac depuis plusieurs siècles. Louise de Molen était abbesse de Blesle en 1783. Le blasonnement de la  famille Molen de la Vernède de Saint-Poncy était le suivant : D’azur, à trois sautoirs d’or, deux en chef et un en pointe.
Claude de la Rochette et N. Jean de Jacynes furent coseigneurs de Saint-Poncy.
L'église de Saint-Poncy est très ancienne. Elle est dédiée à saint Pontien, pape et martyr au IIIe siècle. La seigneurie de cette église fut donnée en 1070 à l'abbaye de Pébrac par Giraud d'Ussel. Le prieuré de Rochefort possédait une autre église dans le village, elle était placée sous l'invocation de saint Jean.
Non loin du bourg, à Rochefort, il y avait un prieuré de l'ordre de Cluny. Il attenait à un château dont on retrouvait, en 1658, quelques ruines. Il a été fondé en 1001 par Antoine de Rochefort, qui avait épousé l'héritière de la famille d'Ally. Cette fondation remonte à la même époque que celui de Bonnac.  
Les anciens bâtiments furent pillés et ruinés par les huguenots en 1550, et les biens usurpés par plusieurs seigneurs des environs. Des recrues, qui passaient en 1657 à Saint-Poncy, dévastèrent le prieuré et pillèrent le bourg. N. Crouzol fut le dernier prieur avant 1789.

## Politique et administration
| Période                                  | Période   | Identité        | Étiquette | Qualité            |
| ---------------------------------------- | --------- | --------------- | --------- | ------------------ |
| Les données manquantes sont à compléter. |           |                 |           |                    |
| 1983                                     | mars 2001 | Gérard Couret   |           |                    |
| mars 2001                                | 2020      | Jacques Couvret | DVD       | Ingénieur retraité |
| 2020                                     | En cours  | Roland Vernet   |           |                    |

## Démographie
L'évolution du nombre d'habitants est connue à travers les recensements de la population effectués dans la commune depuis 1793. Pour les communes de moins de 10 000 habitants, une enquête de recensement portant sur toute la population est réalisée tous les cinq ans, les populations de référence des années intermédiaires étant quant à elles estimées par interpolation ou extrapolation. Pour la commune, le premier recensement exhaustif entrant dans le cadre du nouveau dispositif a été réalisé en 2006.
| 1793  | 1800 | 1806  | 1821  | 1831  | 1836  | 1841  | 1846  | 1851  |
| ----- | ---- | ----- | ----- | ----- | ----- | ----- | ----- | ----- |
| 1 122 | 976  | 1 082 | 1 092 | 1 196 | 1 080 | 1 001 | 1 041 | 1 030 |

| 1856 | 1861 | 1866  | 1872 | 1876 | 1881 | 1886 | 1891 | 1896 |
| ---- | ---- | ----- | ---- | ---- | ---- | ---- | ---- | ---- |
| 984  | 961  | 1 003 | 912  | 931  | 989  | 991  | 950  | 934  |

| 1901 | 1906 | 1911 | 1921 | 1926 | 1931 | 1936 | 1946 | 1954 |
| ---- | ---- | ---- | ---- | ---- | ---- | ---- | ---- | ---- |
| 919  | 927  | 929  | 838  | 777  | 756  | 743  | 614  | 543  |

| 1962 | 1968 | 1975 | 1982 | 1990 | 1999 | 2006 | 2011 | 2016 |
| ---- | ---- | ---- | ---- | ---- | ---- | ---- | ---- | ---- |
| 537  | 473  | 445  | 418  | 376  | 341  | 322  | 332  | 351  |

| 2021 | 2022 | - | - | - | - | - | - | - |
| ---- | ---- | - | - | - | - | - | - | - |
| 345  | 337  | - | - | - | - | - | - | - |

## Culture locale et patrimoine

### Lieux et monuments
- Église Saint-Poncy[16]
- Moulin à vent[17]

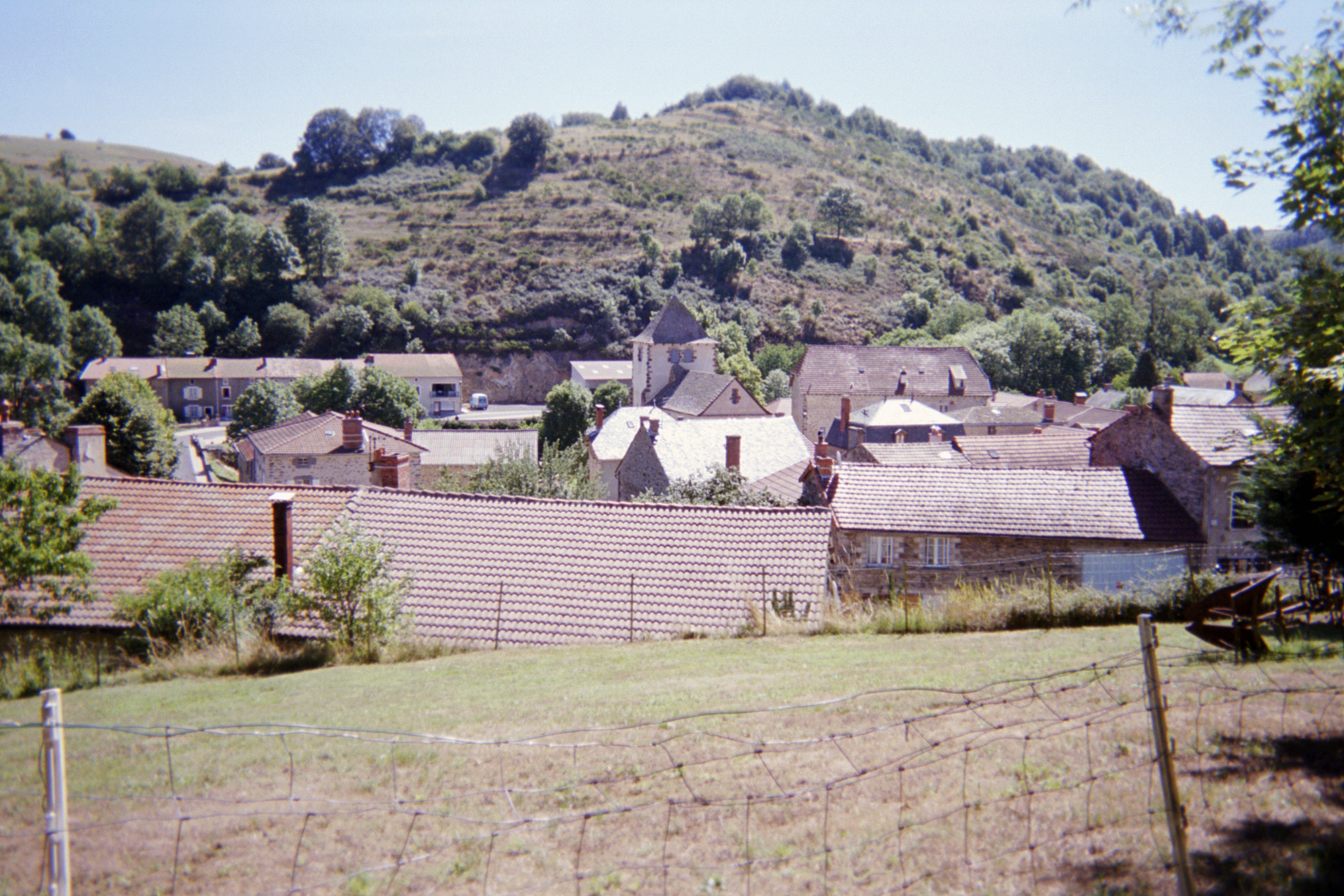
Vue générale de Saint-Poncy.
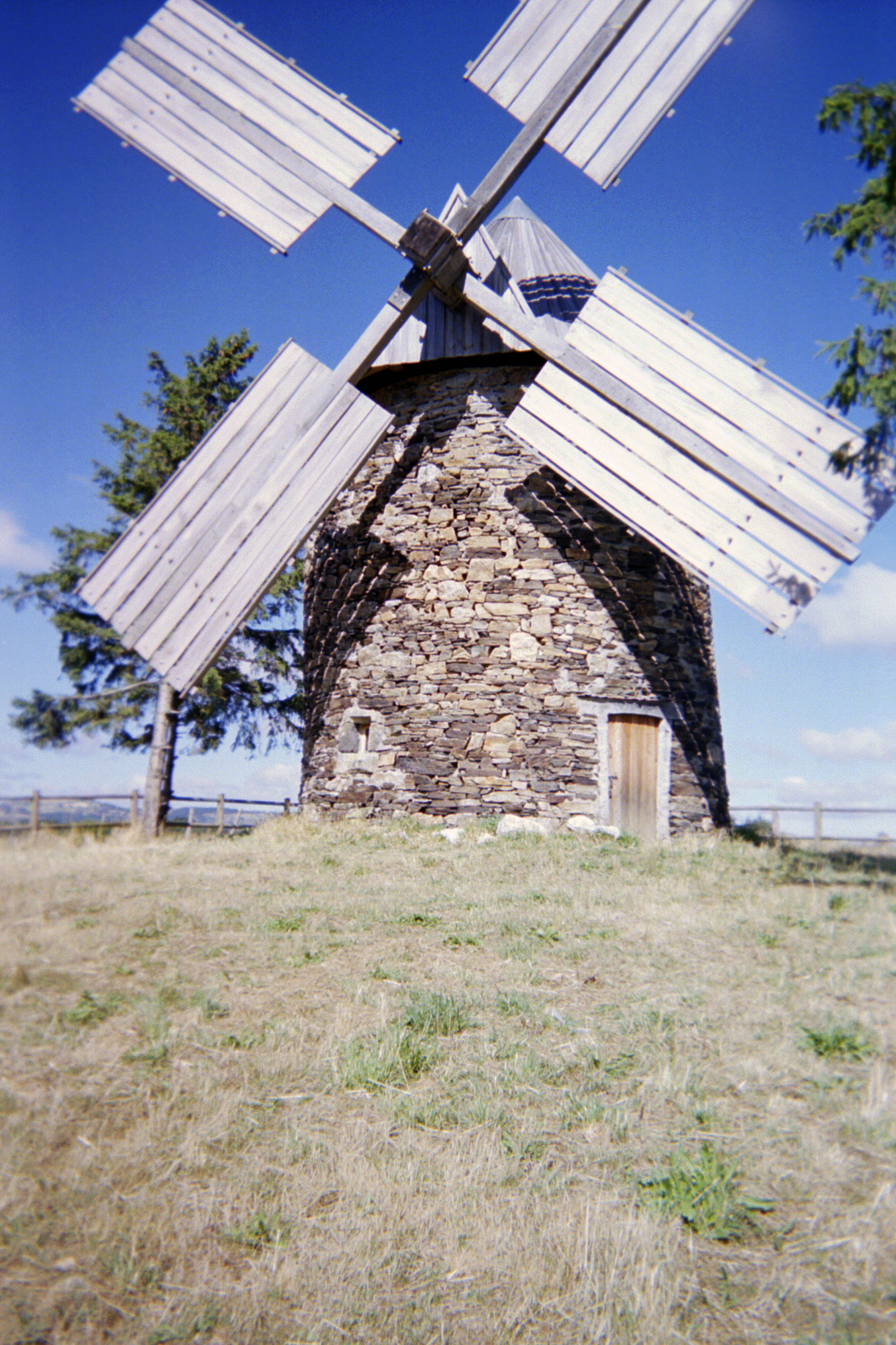
Moulin près de Saint-Poncy.
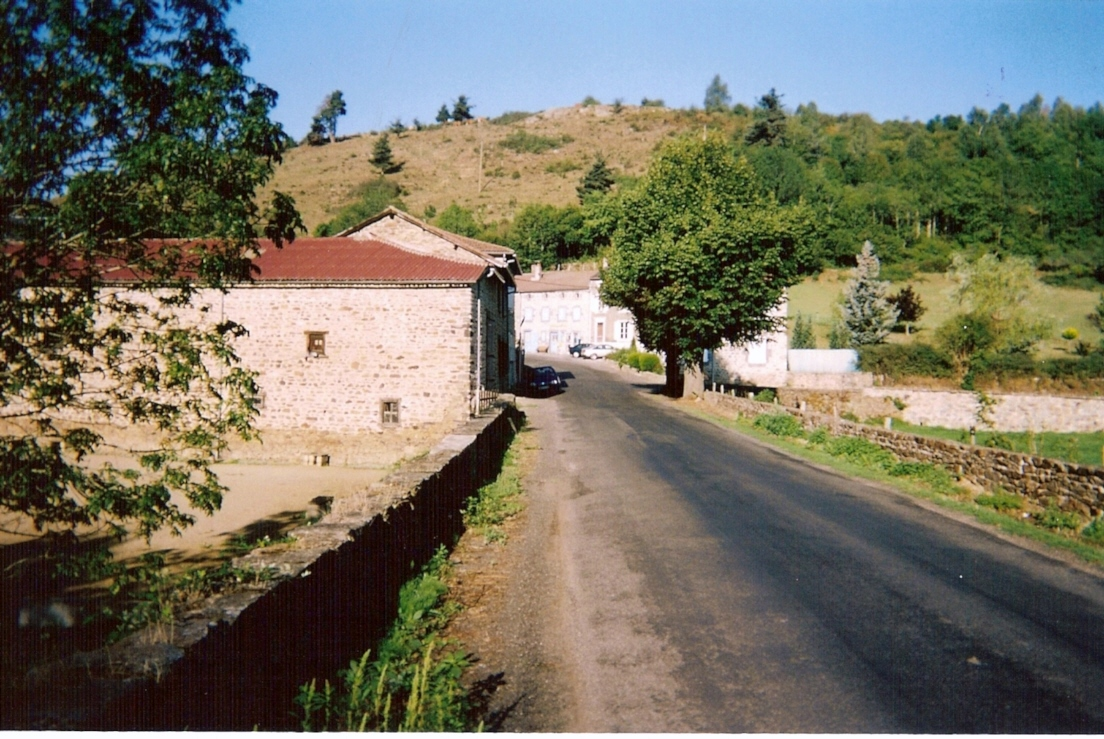
Vue de Saint-Poncy.
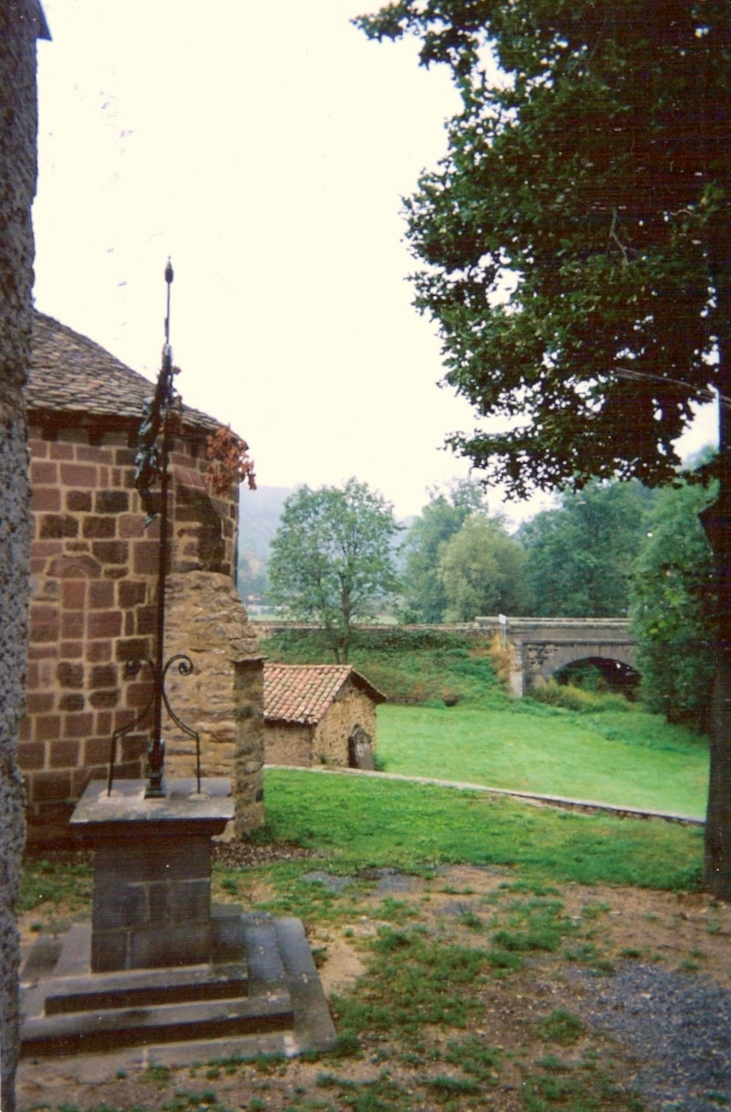
Croix au chevet de l'église.

### Personnalités liées à la commune
- Alphonse Vinatié (1924-2005), instituteur et archéologue, précurseur de la méthode Freinet. Il enseigne au village de Chausse, à Saint-Poncy.